# Végzet
A végzet vagy sors az események előre meghatározott menetét jelöli. Úgy lehet elképzelni, mint egy előre meghatározott jövőt, függetlenül attól, hogy általánosságokra, vagy az egyénre vonatkozik.
Bár gyakran használják szinonimaként, a „sors” és a „végzet” szavaknak külön jelentése van.
- A hagyományos használata úgy határozza meg a sorsot, mint a egy hatalmat, vagy erőt, ami előre meghatározza az események folyását.  A sors úgy határozza meg az eseményeket, hogy azok „elkerülhetetlenek” és kivédhetetlenek lesznek. Ezen koncepció alapja az a meggyőződés, hogy van egy fix természetes rendje az univerzumnak és bizonyos fogalom szerint a kozmosznak. A klasszikus európai mitológia szereplői „a sors istennők”, más néven a Moirák a görög mitológiában,[3] a Párkák a római mitológiában, és a Nornák a skandináv mitológiában. Ezek határozzák meg a világ eseményeit a misztikus szálak forgatásával amik az egyéni emberi sorsokat jelképezik. A sorsot gyakran értelmezik isteni eredetű dologként.[forrás?]
- A végzet a dolgok végkifejletére utal, ahogyan azok bekövetkeztek; és ilyen értelemben „cél” létezik, amely felé az események sodornak minket ahogyan azok bekövetkeznek.[forrás?]
- A fatalizmus azt a hitet jelenti, hogy az események a sors által előre meghatározottak és megváltoztathatatlanok az emberi közbeavatkozás által. Más szavakkal, az embereknek nincs hatásuk önnön sorsukra vagy más emberek sorsára.[1]

## Szerencse
Szerencse különbözik a végzettől és a sorstól, és több köze van a konkrét eseményekhez, eredményekhez, mivel a végzet végső soron a halál körül forog, mintsem az ember életének eseményei körül. A hellenisztikus civilizáció, a kaotikus előre nem látható fordulatokkal megáldott véletlenre helyezett nagyobb hangsúlyt, és egy korábban kevésbé figyelemreméltó istennő, Tükhé (szó szerint „Szerencse”) testesítette meg a városok jó szerencséjét és mindenkiét, aki annak biztonságától és bőségétől függöttek, két olyan tulajdonságtól, ami úgy tűnt, az emberi közbeavatkozástól független. A római Fortunát kerékkel a kezében ábrázolták, amit vakon forgat, kultusza tovább hagyományozódott a keresztény írók tolla nyomán és erősen újjáéledt a reneszánsz során és valamilyen formában ma is él.

## Filozófia
A végzet és a sors fogalmával a Hellenisztikus időszak óta foglalkozik a filozófia, híresebb képviselői például olyan csoportok, mint a sztoikusok és az epikureisták.
A sztoikusok úgy vélték, hogy az emberi döntések és cselekedetek végső soron egy isteni terv szerint működnek, amelyet egy isten irányít. Azt állították, hogy bár az embernek elméletileg szabad akarata van, a lelkük és hogy milyen körülmények között élnek, mind része az egyetemes sors hálózatának.
A epikureusok megtámadták a sztoikus hiedelmeket, és tagadják, hogy létezne ez az isteni sors. Azt hitték, hogy az ember tettei szabadok, ameddig racionálisak maradnak.
A mindennapi nyelvben, a „végzet” a „sors” szinonimája, de a 19. századi filozófia szerint a két szó eredendően különböző jelentést kapott.
Arthur Schopenhauer szerint a sors csak egy megnyilvánulása az élni akarásnak, ami lehet egy időben élő sors, és annak választása is, ami felülírja a sorsot a művészet, az erkölcs és az aszkézis segítségével.
A Nietzsche szerint a sors az Amor fati (Sors szeretete), ami fontos eleme Nietzsche filozófiájának, és „a hatalom akarása” (der Wille zur Macht), az alapja az emberi viselkedésnek, amit Schopenhauer műve hatására fejtett ki. Ez a fogalom mást is jelenthetett, de az hatalom akarása az alkalmazkodásról vagy túlélésről is szólt. A Amor fati kifejezést Nietzsche ismételten úgy írja le, mint a sors elfogadó döntését, vagyis a végzet „választását”.
A determinizmus egy olyan filozófiai fogalom, amit gyakran összetévesztenek a sorssal, ezt úgy lehet meghatározni, mint azt az elképzelést, hogy minden szándék/cselekedet ok-okozati összefüggések szerint meghatározott, máshogyan mondva mindent olyan dolgok határoznak meg, amelyek már megtörténtek. A determinizmus eltér a sorstól abban, hogy ezt sosem tekintették spirituális, vallási, vagy asztrológiai fogalomnak; a sorsot jellemzően úgy vették, mint egy „adott” vagy „elrendelt” dolgot, míg a determinizmus „okozott”. Olyan befolyásos filozófusok írtak erről a fogalomról, mint Robert Kane, Thomas Nagel, Roderick Chisholm, és A. J. Ayer.

## Vallás
Az Isten által irányított végzet számos vallásban fontos szerepet kap.
- Az ókori görög vallás követői nem csak a Moirákat tekintették sorsisteneknek, hanem az isteneket is, különösen Zeuszt, mint a végzet felelősét.
- A gnoszticizmus úgy véli, hogy a sors valami szigorú és megváltoztathatatlan, és az üdvösség csak a „kiválasztottak” osztályrésze.
- A kereszténység  követői szerint Isten az egyetlen erő, ami az egyén sorsa felett irányítást birtokol, azaz csak ő felelős a szerencséjéért, és jóért, ahogyan a rosszért és a balszerencséért is. Sokan azt hiszik, hogy az embereknek szabad akarata van, amely szemben áll a predesztinációval, bár természetesen hajlanak arra, hogy Isten akarata szerint éljenek.[5]
- Az Iszlám szerint a sors, vagy qadar Allah elrendelése.

## Fordítás
- Ez a szócikk részben vagy egészben  a   Destiny című angol Wikipédia-szócikk ezen változatának fordításán alapul.  Az eredeti cikk szerkesztőit annak laptörténete sorolja fel. Ez a jelzés csupán a megfogalmazás eredetét és a szerzői jogokat jelzi, nem szolgál a cikkben szereplő információk forrásmegjelöléseként.